# 鳳鳴駅 (新北市)
鳳鳴駅（ほうめいえき）は、台湾新北市鶯歌区鳳鳴里にある、台湾鉄路公司縦貫線の駅。仮設の臨時駅は2024年11月30日に開設され、鳳一路と鶯歌路から龍七路までの間のエリアに設置される。常設の地下駅は鳳一路と龍三路、龍五路の間から大湖路の鳳明里踏切の北側までの間のエリアに設置され、鳳福里、鳳明里、大湖里の交差点に位置する。区間車が停車する。

## 隣の駅
台湾鉄路公司
縦貫線北段
鶯歌駅 - 鳳鳴駅 - 桃園駅